# Майер Ротшилд
Майер Амшел Ротшилд (на немски: Mayer Amschel Bayern Rothschild) е германски предприемач от еврейски произход, основател на банкерската династия Ротшилд. Майер Ротшилд подпомага синовете си Натан, Якоб, Амшел, Саломон и Карл да основат самостоятелни банки в Лондон, Париж, Франкфурт, Виена и Неапол. В края на XIX и началото на XX в. фамилията Ротшилд играе важна роля в световните финанси, като отпуска държавни заеми и финансира основни промишлени отрасли.